# Ichthydium minimum
Ichthydium minimum is een buikharige uit de familie Chaetonotidae. Het dier komt uit het geslacht Ichthydium. Ichthydium minimum werd in 1950 voor het eerst wetenschappelijk beschreven door Brunson. 